# Johanne Stockmarr
Johanne Stockmarr ( 21 april 1869 – 2 februari 1944) was een Deens pianiste.
Ze werd geboren in het gezin van Det Kongelige Kapel-violist Ferdinand Tycho Nicolai Stockmarr (1835-1884) en pianiste Ane Emilie Raun (1842-1911). Ze is verre familie van de contrabassist Gottlob Stockmarr. Haar broer is Albert Andrea Johannes Stockmarr, een geograaf en lid van de onderwijsisnpectie.
Ze kreeg haar eerste lessen thuis, niet op de viool maar op de piano. Haar lerares was toen nicht Anna Stockmarr. Van 1885 tot 1888 studeerde ze aan het Det Kongelige Danske Musikkonservatorium bij Edvard Helsted, Niels Gade en Johan Peter Emilius Hartmann. Ze vervolgde haar studie aan in Parijs bij Henri Fissot in Parijs en ook bij Franz Neruda in Kopenhagen. Ze maakte haar concertdebuut in 1889 en werd later bekend vanwege haar virtuositeit in combinatie met mooi spel. Haar concerten voerden haar naar de rest van de Scandinavische landen en Engeland waar ze werd geïntroduceerd door Lady Hallé Wilma Neruda, de vrouw van Charles Hallé. Ze gaf voorts les aan het conservatorium waar ze opgeleid was. Met name in Engeland was ze populair, ze speelde negentien keer tijdens de Proms-concerten, waarvan een aantal keren met het Pianoconcert van Edvard Grieg. Ze werd “koninklijk” in 1909 en kreeg in 1918 de Ingenio et arti-onderscheiding.
Agathe Backer-Grøndahl droeg haar Tre klavesrtykker opus 69 aan haar op.
Enkele concerten:
- 30 januari 1900: Concertzaal Brødrene Hals met violiste Wilma Norman-Neruda
- 6 april 1907 in het Nationaltheatret met werken van Camille Saint-Saëns en Franz Liszt
- 15 maart 1908: Noorwegen met werken van Franz Schubert, Joachim Raff en opnieuw Liszt; voor begeleidde ze zangeres Ellen Beck
- 7 februari 1914 in het Nationaltheatret met onder andere de première van het Pianoconcert van Eyvind Alnæs, gevolgd door concerten in Kopenhagen

- Bibsys: 1029072
- Bibliothèque nationale de France: cb140391494 (data)
- Gemeinsame Normdatei: 156112787
- International Standard Name Identifier: 0000 0003 6110 632X
- Library of Congress Control Number: n93108151
- MusicBrainz: 6423564b-b9ca-4f95-bf92-43204d14b8cd
- Virtual International Authority File: 224265694
- WorldCat: E39PBJcc7xtBcGHj86YGjcpF8C